# کیسوسپینا
کیسوسپینا (به اسپانیایی: Collsuspina) یک شهرستان در اسپانیا است که در بارسلون واقع شده‌است.